# Gajówka (Grabówka)
Gajówka – część wsi Grabówka w Polsce położona w województwie kujawsko-pomorskim, w powiecie włocławskim, w gminie Choceń.
W latach 1975–1998 Gajówka administracyjnie należała do województwa włocławskiego.